# 柴达木行政委员会
柴达木行政委员会，中国的地厅级行政区划机构。
1955年2月，中共青海省委向中央呈报《关于柴达木资源情况的报告》，提出逐步开发柴达木的初步意见。
1955年5月，青海省将海西州柴达木盆地划为省直属行政区，设立专区级的柴达木工作委员会，为省人民委员会派出机构。1955年7月底，柴达木工委在噶尔穆（即今格尔木市）正式成立。1955年10月，中央同意在柴达木盆地设立县级的马海临时工作委员会、茫崖临时工作委员会、噶尔穆临时工作委员会。
1956年2月，柴达木工作委员会更名柴达木盆地工作委员会；将玉树藏族自治州治多县小唐古拉山地区划归柴达木盆地工作委员会，设立唐古拉山工作委员会（县级，驻温泉）。1956年3月，柴达木盆地工委由噶尔穆（今格尔木）迁驻大柴旦。
1957年4月，柴达木盆地工作委员会改称柴达木盆地行政委员会。
1957年底，马海临时工作委员会部分地区设立冷湖办事处（县级）。
1958年1月，柴达木盆地行政委员会改称柴达木行政委员会。
1959年3月，海西州政府迁至大柴旦，与柴达木行政委员会合署办公（1959年10月国务院批准）。
1959年3月，青海石油管理局从大柴旦从迁驻冷湖，组织超过2万人的石油会战。1953年9月，国务院批准设立冷湖市临工委。
1960年11月，国务院批准：撤销噶尔穆工作委员会，设立格尔木市；撤销冷湖市临时工作委员会，设立冷湖市；以马海、噶尔穆工作委员会部分地区设立大柴旦市。
1962年11月，中央批示撤销柴达木行政委员会，并入海西蒙、藏、哈萨克族自治州，改名海西蒙古族藏族哈萨克族自治州。1962年12月，柴达木行委正式撤销，海西蒙古族藏族哈萨克族自治州正式办公，海西州人委决定州址暂设大柴旦。